# Senato (Togo)
Il Senato del Togo (in francese Sénat du Togo) è la camera alta del Parlamento del Togo.